# Pizzo Campolungo
Il Pizzo Campolungo è una montagna delle Alpi Lepontine, posta a sud del passo del Campolungo e alta 2.713 m s.l.m., con una cima secondaria alta 2.689 m. Sovrasta il lago Tremorgio e i comuni di Prato Leventina e di Dalpe.